# Adda Djørup
Adda Djørup (18 agosto 1972) è una scrittrice danese.
Adda Djørup ha fatto il suo debutto come autrice nel 2005 con una raccolta di poesia intitolata Monsieurs monologer. Laureata in Letteratura, ha vissuto a Madrid e Firenze prima di ritornare a Copenaghen. Tutte le sue opere sono state acclamate dalla critica danese. Nel 2010 vince il Premio letterario dell'Unione europea per Den mindste modstand.